# Punta Open 2018
Il Punta Open 2018 è stato un torneo maschile tennis professionistico. È stata la 1ª edizione del torneo, facente parte della categoria Challenger 80 nell'ambito dell'ATP Challenger Tour 2018, con un montepremi di 50 000 $. Si è giocato dal 26 febbraio al 4 marzo 2018 sui campi in terra rossa del Cantegrill Country Club di Punta del Este, in Uruguay.

## Partecipanti

### Teste di serie
| Nazionalità | Giocatore            | Ranking* | Testa di serie |
| ----------- | -------------------- | -------- | -------------- |
| Serbia      | Laslo Đere           | 90       | 1              |
| Portogallo  | Pedro Sousa          | 122      | 2              |
| Slovacchia  | Andrej Martin        | 132      | 3              |
| Slovacchia  | Jozef Kovalík        | 149      | 4              |
| Italia      | Alessandro Giannessi | 159      | 5              |
| Italia      | Simone Bolelli       | 171      | 6              |
| Spagna      | Carlos Taberner      | 177      | 7              |
| Argentina   | Facundo Bagnis       | 185      | 8              |

- Ranking al 19 febbraio 2018.

### Altri partecipanti
I seguenti giocatori hanno ricevuto una wild card per il tabellone principale:
- Daniel Gimeno Traver
- Patricio Heras
- Santiago Maresca
- Nicolás Xiviller

I seguenti giocatori sono passati dalle qualificazioni:
- Juan Ignacio Galarza
- Carlos Gómez-Herrera
- Juan Ignacio Londero
- Gian Marco Moroni

## Punti e montepremi
| Torneo    | Torneo              | V     | F     | SF    | QF    | 2T  | 1T  | Q | Q2 | Q1 |
| Singolare | Punti               | 80    | 48    | 29    | 15    | 6   | 0   | 3 | 0  | 0  |
| Singolare | Premi in denaro ($) | 7 200 | 4 240 | 2 510 | 1 460 | 860 | 520 | – | –  | –  |
| Doppio    | Punti               | 80    | 48    | 29    | 15    | –   | 0   | – | –  | –  |
| Doppio    | Premi in denaro ($) | 3 100 | 1 800 | 1 080 | 640   | –   | 360 | – | –  | –  |

## Campioni

### Singolare
Guido Andreozzi ha sconfitto in finale  Simone Bolelli con il punteggio di 3–6, 6–4, 6–3.

### Doppio
Facundo Bagnis /  Ariel Behar hanno sconfitto in finale  Simone Bolelli /  Alessandro Giannessi con il punteggio di 6–2, 7–6(7).